# Sedum emarginatum
Sedum emarginatum là một loài thực vật có hoa trong họ Crassulaceae. Loài này được Migo miêu tả khoa học đầu tiên năm 1937.